# Chapelle-Blanche-Saint-Martin
Chapelle-Blanche-Saint-Martin é uma comuna francesa na região administrativa do Centro, no departamento Indre-et-Loire. Estende-se por uma área de 28,78 km². Em 2010 a comuna tinha 697 habitantes (densidade: 24,2 hab./km²).